# Le avventure di Cherea e Calliroe
(dal romanzo di Cherea e Calliroe)
Le avventure di Cherea e Calliroe (in greco antico: Τὰ περὶ Χαιρέαν καὶ Καλλιρόην?), anche conosciuto come Il romanzo di Calliroe o semplicemente come Cherea e Calliroe, è un romanzo in otto libri scritto da Caritone di Afrodisia in epoca ellenistica. Descrive le avventure di due giovani innamorati siracusani.
La sua datazione è controversa e per diverso tempo non si è riusciti a stabilire se l'opera fosse stata scritta durante il I o il V secolo. Ma grazie alla menzione del testo riscontrata su due antichi papiri provenienti dall'Egitto e datati al II o III secolo è stato possibile anticipare largamente la collocazione cronologica del romanzo in questione.
Il romanzo di Cherea e Calliroe inizialmente venne considerato come il più tardo dei cinque romanzi greci giunti fino a noi; solo con gli studi recenti e le conseguenti conclusioni si è più inclini a credere che esso sia in realtà il primo dei cinque per ordine di datazione e dunque risulterebbe oggi come il più antico romanzo scritto giunto integro in epoca contemporanea.
In epoca moderna venne pubblicato per la prima volta ad Amsterdam nel 1750 a cura di Jacques Philippe D'Orville accompagnato dalla traduzione in lingua latina eseguita da Johann Jakob Reiske.

## Datazione del romanzo

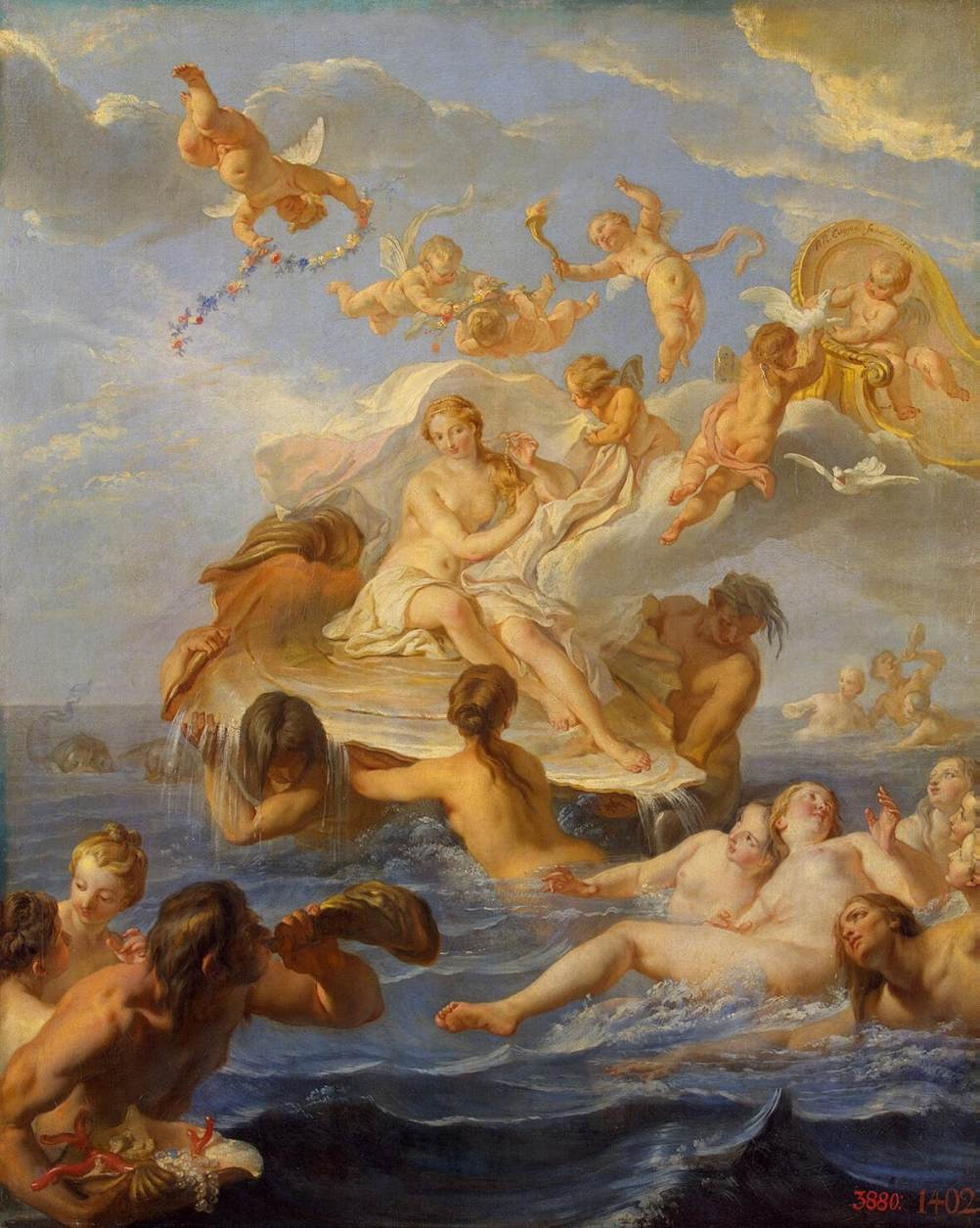
La dea Afrodite, simbolo del romanzo di Caritone; per la bellezza donata a Calliroe e per il ripetuto riferimento al nome della dea.

Di questo romanzo si è pensato per parecchio tempo che in ordine cronologico fosse uno degli ultimi scritti in epoca tardo-ellenistica. Molte le discussioni per stabilirne una data certa, dibattito così acceso da essere definito "singolare" nel suo genere:
(Storie d'avventura antiche: Cherea e Calliroe, Storie etiopiche, Metamorfosi.)
Tra le date più alte espresse vi è il I secolo, mentre tra le più basse vi sono il IV o il V secolo.
Una svolta determinante per la cronologia di questo romanzo si è avuta con il ritrovamento di quattro manoscritti su papiri che riportando il testo di Cherea e Calliroe confermano la sua esistenza già dalla fine del I e II secolo. La loro scoperta è avvenuta tra il 1906 e il 1910. Pare certo agli studiosi che almeno uno di essi risalga all'epoca degli imperatori romani Commodo o Marco Aurelio Antonino. I papiri ritrovati provengono da località distanti l'una dall'altra ma nella medesima regione geografica: l'Egitto; da Karanis, centro vicino alla città di Al-Fayyum, da Ossirinco, dalla Tebaide.
Il genere letterario del romanzo greco non viene mai datato nei secoli prima di Cristo, poiché generalmente la diffusione dei romanzieri la si ebbe nei primi secoli dopo Cristo e come vedremo nel paragrafo successivo dedicato all'ambientazione culturale di questo romanzo, il testo di Caritone si pensa abbia parecchi riferimenti espliciti alla religione cristiana che andava sviluppandosi proprio nel periodo in cui l'autore scrisse le avventure di Cherea e Calliroe, se la data cronologica corrisponde.
Altro motivo principale che non permette di collocare questo romanzo ad una datazione antecedente al I secolo è dovuto al legame storico e al riferimento, anche questo esplicito, che Caritone fa riguardo a fatti storici realmente accaduti nei luoghi che egli menziona.
I romanzieri trassero la loro ispirazione da dei luoghi storici dove si svilupparono grandi avvenimenti. Ma per far questo tali avvenimenti dovevano essere accaduti già da diverso tempo, da secoli, poiché non è credibile che Caritone narrasse i suoi racconti semi-fantastici in una Siracusa ancora nel pieno del centralismo politico. Mentre ben diverso era narrare questi racconti in un arco di tempo parecchio distante dalla data originaria del loro accadimento reale.
Se del resto Cicerone afferma che i siracusani nel I secolo a.C. non avevano più memoria di Archimede, allora è lecito credere che già dal I secolo i tempi erano maturi per ambientare dei racconti romanzeschi (semi-veritieri) in dei luoghi attrattivi per il loro contesto storico.

## Ambientazione

### Aspetto culturale

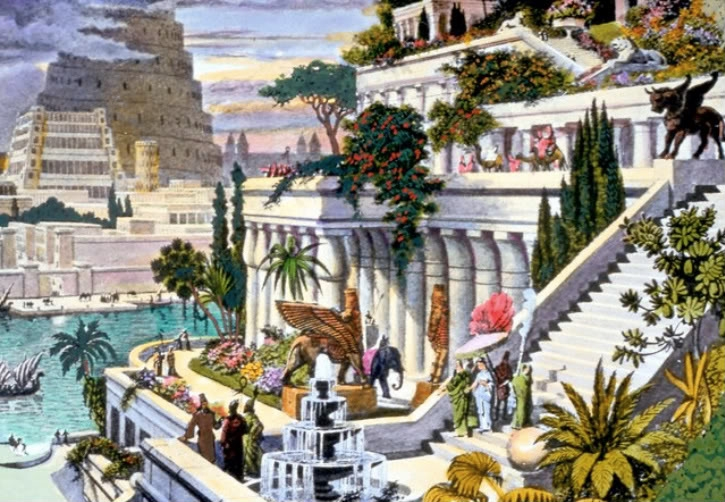
Babilonia; la sede del gran re di Persia, dove si svolgono parte delle vicende del romanzo di Calliroe

#### L'Oriente
L'Oriente è un aspetto, non solo geografico ma anche culturale, che viene tenuto sempre in considerazione durante tutto lo svolgersi del romanzo.
Ciò è dovuto oltre che per la provenienza geografica del suo autore (Afrodisia) anche ad una cultura orientale che nei tempi del tardo-ellenismo si era sviluppata e si era ben concretizzata nel pensiero culturale dei greci.
Dopo che Alessandro Magno aveva aperto la strada dell'unione tra i popoli orientali e quelli occidentali, le due culture avevano cominciato a mescolarsi tra di esse. Va ricordato che il progetto di Alessandro, gli storici sostengono, era quello di unire l'Europa e l'Asia.
E non è un caso che l'autore Caritone abbia scelto proprio Siracusa come meta principale delle sue avventure. La città aretusea secondo gli storici sarebbe stata la prescelta capitale occidentale di Alessandro Magno; luogo ideale dal quale mettere insieme l'Occidente con l'Oriente. La storia ci ha mostrato poi che i progetti di Alessandro rimasero incompiuti a causa della sua improvvisa scomparsa ma ciò che egli aveva costruito rimase per largo tempo nel pensiero culturale dei greci.
Ad esempio il noto storico e scrittore britannico Norman Davies, popolare per aver scritto una celebre Storia d'Europa, sostiene nel suo libro che il mondo greco cresciuto nell'epoca alessandrina (arco di tempo in cui rientrerebbe il romanzo di Caritone) fosse molto più propenso a seguire la cultura orientale e non quella occidentale, perché quello era l'assetto geo-politico al quale le vicende di Alessandro li avevano abituati:
(Norman Davies, Storia d'Europa, pag. 166)
Ciò nonostante si evidenzia nel romanzo il rapporto realistico che i greci ebbero con l'Oriente; ovvero il fatto stesso che l'autore chiama gli autoctoni della Persia "barbari" descrivendone le usanze come se fossero lontane ed estranee a quelle greche. Riemerge nel romanzo dunque l'attrito non superato che causò tante polemiche alla visione unitaria di Alessandro Magno.
Il mondo greco ebbe grande interesse per l'Oriente, rimanendone affascinato e attratto verso quella direzione. Ma non arrivò a crearsi la giusta amalgamazione tra la cultura occidentale e quella orientale.

#### La religione
La religione è sempre presente nel romanzo, poiché i personaggi sono molto devoti agli dei e li invocano spesso per chiedere la loro benevolenza o per domandare il perché dei loro guai.
Nonostante un marcato paganesimo leggibile nel romanzo in questione, vi sono comunque diversi studiosi che sostengono di vedervi chiari riferimenti alla religione cristiana che proprio nel periodo di Caritone andava diffondendosi ovunque.
In particolare sono due gli episodi del romanzo che ricorrono tra gli studiosi di teologia; il primo è la crocifissione di Cherea, il fatto che egli salga sulla croce senza opporsi al suo destino, che la trasporti da solo, come avvenne per la crocifissione di Gesù Cristo. Il secondo episodio più discusso è la morte apparente di Calliroe. Ella viene chiusa nel sepolcro ma improvvisamente i siracusani si accorgono dopo tre giorni all'alba (proprio come avvenne nella storia della risurrezione di Gesù) che il sepolcro era semiaperto e che era vuoto; situazione che subito fa pensare ai presenti che la fanciulla fosse risorta perché dea e non umana.
Ma queste similitudini tra il romanzo di Caritone e la storia cristiana, non devono comunque far dimenticare che la crocifissione era una pratica già diffusa diversi secoli prima della venuta di Cristo. Ad esempio per ricordare un episodio storico di crocifissione, avvenuta proprio nella polis di Siracusa, basta citare Plutarco che ha narrato di Mamerco, tiranno di Catania, il quale durante l'età timoleontea venne processato nel teatro aretuseo e poi crocifisso come si usava fare con i comuni criminali.
Per questo motivo non si può dare per scontato che Caritone volesse fare diretto riferimento alla crocifissione di Cristo o se invece stesse solamente narrando comuni vicende che accadevano in quei secoli.
Chi sostiene l'ipotesi cristiana del romanzo sottolinea che al suo interno vi sono diverse altre similitudini tra le vicende dei personaggi di Caritone e quelle realmente accadute nel cristianesimo. Una conoscenza dettagliata dei fatti cristiani sarebbe data all'autore per via della sua località di nascita; Afrodisia nella Caria, regione dell'Anatolia, luogo storicamente noto per la sua evangelizzazione, lì dove nacque San Paolo (l'apostolo delle genti).
Continui e marcati sono invece i riferimenti alla religione politeista degli dei; Caritone nomina Afrodite, Zeus, Eros... il culto dei templi, i sacrifici per onorare gli dei. Ciò fa tendere la datazione del romanzo in un periodo in cui la religione cristiana e la religione politeista greca convivevano tra la cultura popolare, poiché il cristianesimo doveva ancora diffondersi in massa e il politeismo resisteva, perché era stato e lo era, parte della vita dei greci, come ci fa notare lo stesso Caritone.

## Personaggi

### I personaggi del romanzo

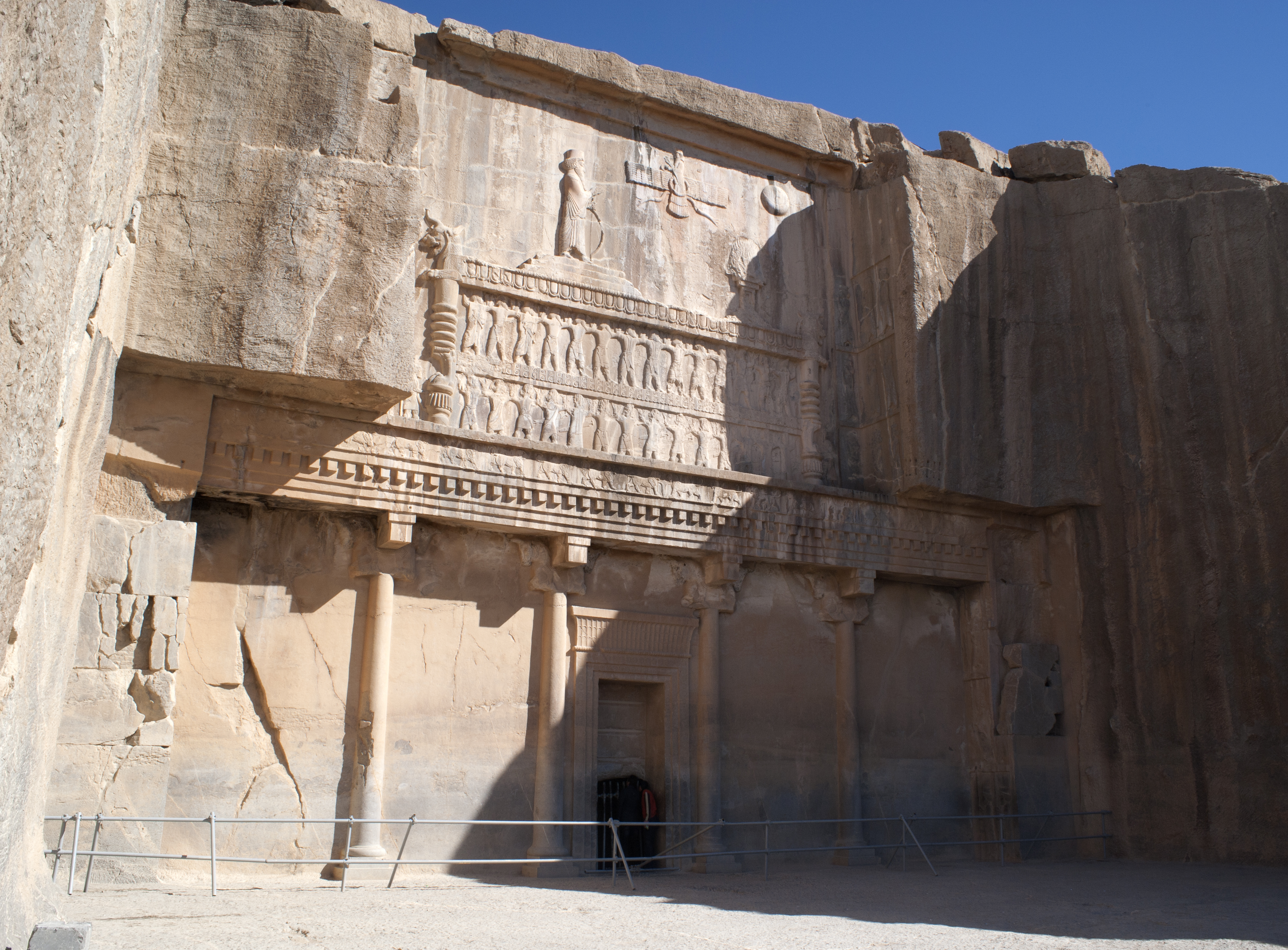
La tomba situata in Iran del gran re di Persia e dell'Alto Egitto, Artaserse II; realmente esistito e trasportato nell'immaginario storico nel romanzo di Caritone.

- Calliroe; giovane donna di incredibile bellezza a tal punto da essere scambiata più volte come l'apparizione della dea Afrodite. Protagonista femminile del romanzo.
- Cherea; l'amato di Calliroe, dalle doti di guerriero temerario rinomato anch'esso per la sua bellezza, gira in lungo e in largo tra il Mediterraneo e l'Oriente alla disperata ricerca della sua amata. Protagonista maschile.
- Ermocrate; generale e capo di Siracusa, rispettato per aver guidato la guerra contro Atene. È il padre di Calliroe.

Nota: L'autore ha preso spunto per questo personaggio da Ermocrate; realmente esistito nel V-IV sec. a.C., ebbe il titolo di strategos durante la Spedizione ateniese in Sicilia.
- Aristone; secondo uomo più influente di Siracusa, acerrimo rivale politico di Ermocrate, padre di Cherea.
- Policarmo; migliore amico di Cherea, lo segue nelle sue disavventure alla ricerca di Calliroe, sia in mare che in terra.
- Tiranno di Agrigento; uno dei pretendenti di Calliroe, si mette a capo della rivolta contro Cherea, riuscendo a fargli credere che Calliroe si sia macchiata di adulterio.
- Terone; pirata dall'animo oscuro, rapisce Calliroe dando inizio alle peripezie dei due giovani. Antagonista del romanzo.
- Dionisio di Mileto; sovrano della Jonia, muta il suo carattere mite divenendo scaltro e ingannevole per conquistare l'unione con Calliroe.
- Plangona; schiava di Dionisio, sua complice nel condurre Calliroe a nuove nozze con il suo padrone, nel contempo è anche confidente di Calliroe.
- Leona; amministratore e confidente di Dionisio; compra Calliroe come schiava e la conduce nelle compagne del suo sovrano.
- Foca; intendente di Dionisio e confidente; fa vendere Cherea e Policarmo come schiavi nella Caira.
- Mitridate; prefetto della Caira, s'innamora anche lui perdutamente di Calliroe e per averla cerca di intromettersi tra Cherea e Dionisio.
- Farnace; satrapo della Lidia e della Jonia, agli ordini del gran re di Persia, Artaserse, volge verso Babilonia il proseguire del romanzo.
- Artaserse; gran re di Persia, giudica il processo tra Cherea e Dionisio che si contendevano Calliroe ma finisce anche lui con l'innamorarsi di lei.

Nota: L'autore ha preso spunto per questo personaggio da Artaserse II di Persia; realmente esistito nel V-III sec. a.C., fu re persiano e dell'Egitto.
- Statira; regina della Persia, moglie del gran re Artaserse. Le viene affidata la cura di Calliroe ma ne diviene gelosa quando il marito se ne innamora.
- Rodogune; è la donna più bella dell'Asia, viene scelta dalle altre donne persiane per gareggiare in bellezza contro Calliroe, ma perde il confronto. Le due donne diverranno poi amiche.
- Artassate; eunuco e grande confidente del gran re di Persia. Tenta più volte senza riuscirci di condurre Calliroe tra le braccia del suo re.
- L'Egiziano; nome dato al comandante dei ribelli egiziani durante la guerra contro il re di Persia. Nomina Cherea capitano dei ribelli, viene infine ucciso da Artaserse.
- Figlio di Cherea e Calliroe; appare pochissimo nella trama nonostante esso rappresenti un punto fondamentale del romanzo. Non segue la madre a Siracusa ma rimane nella Jonia con Dionisio.

## Trama
(Il pensiero greco, Caritone di Afrodisia/Le avventure di Cherea e Calliroe, romanzo tradotto da Aristide Calderini, Torino, Fratelli Bocca Editore, Milano - Roma, 1913)

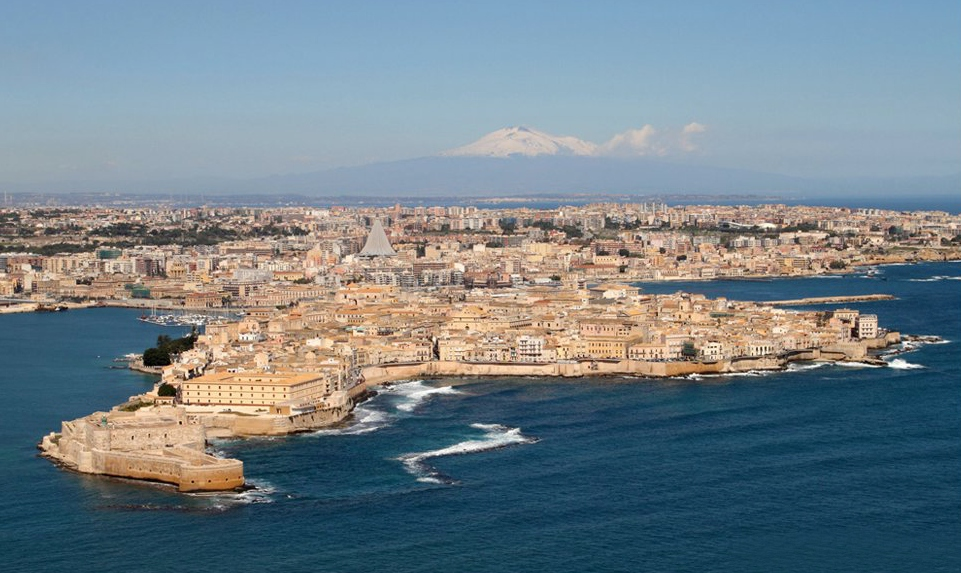
Siracusa; la città siciliana dalla quale parte il romanzo di Caritone

La storia inizia a Siracusa, in Sicilia, mostrandoci la straordinaria bellezza di Calliroe, la quale durante un evento pubblico in onore della dea Afrodite incontrò Cherea. I due giovani appena si videro si innamorarono perdutamente l'uno dell'altra ma il loro amore viene ostacolato dalle rispettive famiglie.
Dopo molti affanni si celebrò infine il matrimonio tra i due giovani che tornarono finalmente a sorridere. Ma il trionfo di Cherea creò molte invidie tra gli altri pretendenti per la mano di Calliroe; il giovane tiranno di Agrigento, seguito da diversi complici, riesce a insinuare il dubbio in Cherea sulla fedeltà della propria consorte. Con un subdolo inganno gli fece credere che Calliroe lo avesse tradito durante la sua assenza; lo porta sull'altura di una pianura e segretamente gli mostra un uomo che, d'intesa con una schiava, stava entrando nella loro casa per recarsi nelle stanze di Calliroe.
Cherea caduto nell'inganno e preso dall'ira di gelosia, dopo una lite verbale con la giovane Calliroe che fieramente negava le oscure offese del marito, reagì colpendola violentemente allo stomaco. Il calcio fece perdere i sensi alla ragazza che apparentemente sembrava morta. Con immenso dolore di tutti e con la distruzione morale di Cherea si celebrarono solenni funerali per Calliroe che fu sepolta all'interno di un sontuoso sarcofago ricolmo di oro e preziosi doni della famiglia e degli amici.
Un gruppo di pirati, capitanati da tale Tetone, assistettero alle ricche celebrazioni e una volta che la confusione si fu dissolta Terone progettò un piano per depredare l'oro all'interno del sarcofago di Calliroe. Il pirata non poteva mai immaginare che la fanciulla in realtà fosse viva. La morte di Calliroe infatti era solo apparente poiché la giovane aveva perso i sensi e momentaneamente aveva smesso di respirare a causa del colpo subito.
Per cui mentre Cherea si tormentava l'anima per i sensi di colpa, la sua sposa si svegliò sola e spaventata nel buio sepolcro, circondata dall'oro. Il pirata Terone in principio rimase terrorizzato dalla viva presenza di Calliroe, ma appena capì l'accaduto decise di rapire anche la ragazza oltre gli oggetti preziosi e la portò via con la sua nave e la sua ciurma per venderla come schiava.
Terone però si accorse che non era facile trovare un luogo dove il nome dei siracusani non fosse noto e per paura di finire in guai seri con l'accusa di voler vendere una donna libera come schiava, cercò affannosamente un cliente né troppo povero né troppo potente, infatti la bellezza di Calliroe era degna di un re ma allo stesso tempo un re può fare domande e condannare chi aveva osato rapire e schiavizzare la figlia di Ermocrate. Infine incontrò nella città di Mileto lo schiavo di un ricco padrone, Leona, che con discrezione chiese al pirata che una così bella fanciulla venisse portata nei possedimenti di Dionisio di Mileto, suo padrone nonché uomo più influente della polis greca.

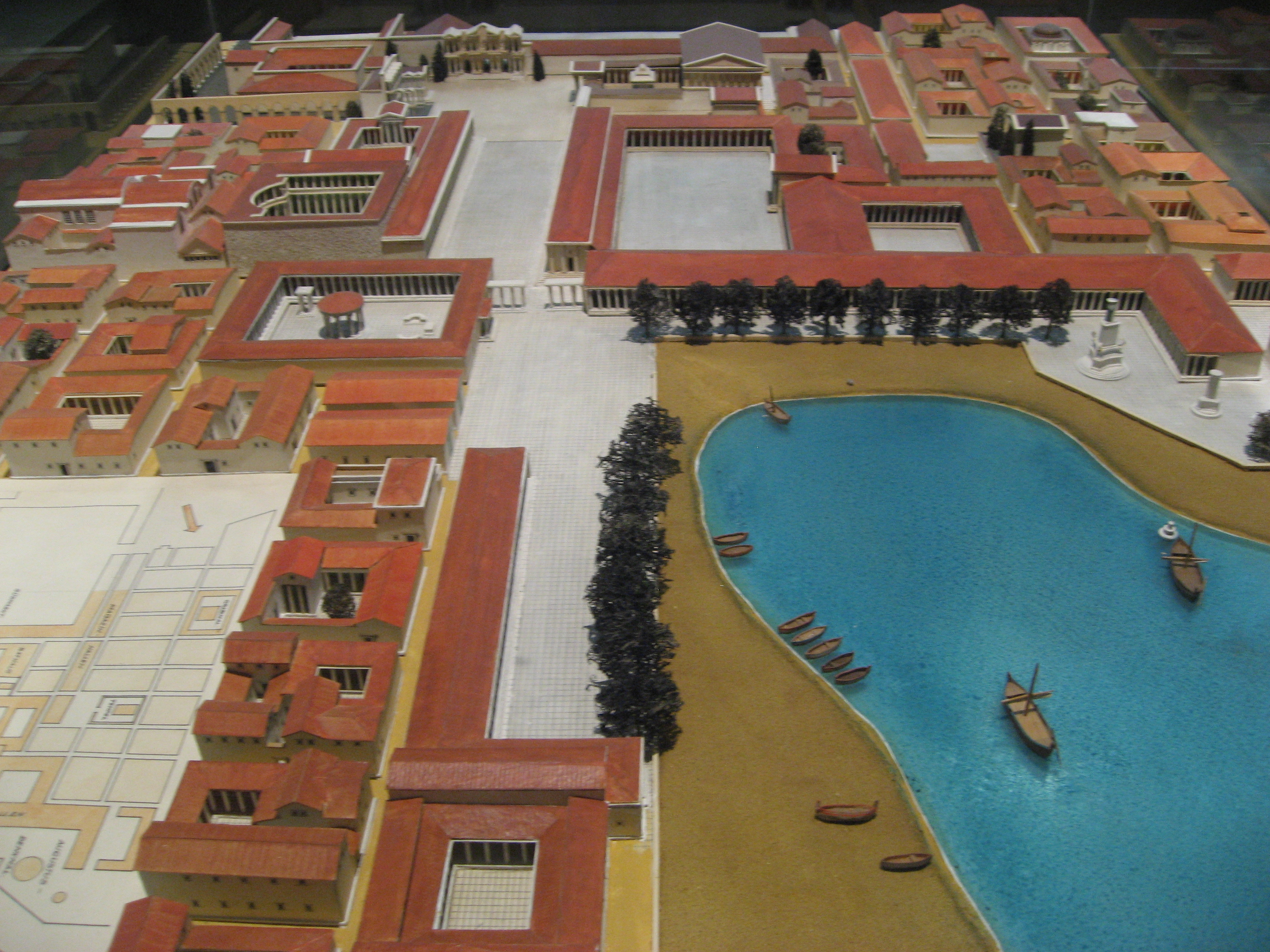
Ricostruzione della Mileto di epoca greca; la città dell'Asia Minore scelta da Caritone per narrare le avventure di Calliroe

Terone fece credere a Calliroe, sua prigioniera, che la stava per riportare a casa dalla sua famiglia. Ma Calliroe capisce che il pirata le stava mentendo e che in realtà stava per essere venduta come schiava in una terra straniera, ma continuando a fingere di non aver compreso assecondò il disegno del pirata. Condotta presso Leona, fu venduta a buon mercato perché ciò che più premeva a Terone era liberarsi della presenza pericolosa della figlia di Ermocrate. Il pirata non aveva da consegnare al milesio l'atto di vendita che attesta lo status di schiavo di una persona, perciò scaltramente fece credere a Leona che tale documento si trovasse a bordo della sua nave e che quindi egli doveva tornare indietro a prenderlo con la ragazza a suo seguito. Il milesio, temendo che una tale bellezza sarebbe stata comprata da altri se solo si fosse atteso un attimo di più, decise di fidarsi ciecamente di Terone e gli disse che non vi era bisogno al momento dell'atto di vendita.
Leona voleva solo sapere da dove provenisse quella ragazza e dove Terone l'avesse comprata. Gli fu risposto che la ragazza proveniva dai Sibari in Calabria e che era stata venduta perché la sua padrona era gelosa. Soddisfatto della risposta Leona salutò Terone, convinto di rivederlo il giorno dopo per firmare le tavole della vendita.
Fintosi premuroso e obbligato dopo il saluto Terone lasciò immediatamente la città e salpò con la sua ciurma. Il compratore era convinto che questa fanciulla, così somigliante alla dea Afrodite, avrebbe fatto dimenticare al suo padrone il dolore per la recente scomparsa della moglie, Dionisio di Mileto infatti nonostante fosse considerato dai suoi cittadini come un uomo giusto e vitale, affranto dal dolore non si mostrava nemmeno più in pubblico.

Nel romanzo spesso si definisce Calliroe più bella di Elena di Troia

Leona dopo aver condotto la nuova schiava nelle campagne proprietà di Dionisio, fa incontrare i due con un pretesto all'interno del tempio di Afrodite. Dionisio in un primo momento, convinto che Calliroe fosse la dea Afrodite apparsa agli uomini all'interno del suo tempio, insistette che il suo servitore si inginocchiasse a lei come stava facendo in quel preciso momento egli stesso. Ma la voce della ragazza lo distolse dal prostrarsi e lo indusse ad alzarsi: in realtà non è una dea ma una semplice donna, come Calliroe stessa si definiva.
Dionisio rimase perdutamente innamorato dopo quel loro primo incontro ma le maniere e il portamento così fini della ragazza instillano nel sovrano il dubbio che ella possa non essere una schiava. I suoi dubbi aumentarono quando pensa al fatto che Leona non aveva potuto ricevere da Terone l'atto di vendita della schiava, perché nonostante fossero stati ispezionati tutti i porti di Mileto non vi era più alcuna traccia di quel venditore.
Dionisio e Leona cominciarono, giunti alla conclusione che si trattava di una donna libera straniera venduta illegalmente, vanno a domandarlo direttamente a Calliroe che non voleva dire nulla sulla sua provenienza e si limitava tra le lacrime a dir loro solamente il suo nome. Esortata a parlare cedette raccontando tutta la sua storia: giungeva da Siracusa, era la figlia del generale Ermocrate, era stata creduta morta e rapita dai pirati che l'avevano infine venduta a Mileto. Tace solamente il nome di Cherea; istintivamente la giovane credette prudente non svelare ai presenti il suo amore per il marito lasciato in patria. Chiede in ultimo a Dionisio di liberarla e di ricondurla a casa dai suoi affetti.
Dionisio è sconvolto dopo aver saputo la verità su Calliroe perché è consapevole del fatto che non potrà mai trattenere come schiava a Mileto la figlia di Ermocrate e il pensiero di doverle dire addio lo distrugge più di ogni altra cosa:
Poi disse a Leona, che lo esortava a sfruttare lo status di schiava nel quale si trova adesso la ragazza per trattenerla a sé con la forza:
Dionisio non voleva obbligarla ma nemmeno rimandarla a casa, così cercò di convincerla a rimanere con lui tramite le parole dei suoi schiavi e si chiuse poi in un profondo dolore quando ogni tentativo si rivelò inutile. Ma inaspettatamente Calliroe scoprì di essere incinta; portava in grembo il figlio di Cherea. Disperata e confusa venne ricattata da Plangona che le impose un matrimonio con il suo padrone, altrimenti il futuro di suo figlio sarebbe stato in grave pericolo lì nella Ionia. Le due donne non rivelano a Dionisio lo stato di gravidanza di Calliroe così Dionisio una volta divenuto suo marito crede anche di essere il padre del bambino.
La trama torna indietro mostrando gli avvenimenti che accaddero a Siracusa dopo la scomparsa di Calliroe.
Cherea dopo aver scoperto con sgomento che il corpo di Calliroe è scomparso decide di salpare per mare con i suoi compagni alla ricerca, senza una meta precisa, della sua amata che egli a questo punto crede risorta perché non di natura umana ma divina.
In mare dopo diversi giorni incrociano una nave distrutta dalla tempesta. Al suo interno si trova la ciurma perita di Terone, il pirata dall'animo scuro che viene trovato in fin di vita da Cherea che ignorandone l'identità lo soccorre e lo porta nella città di Aretusa.

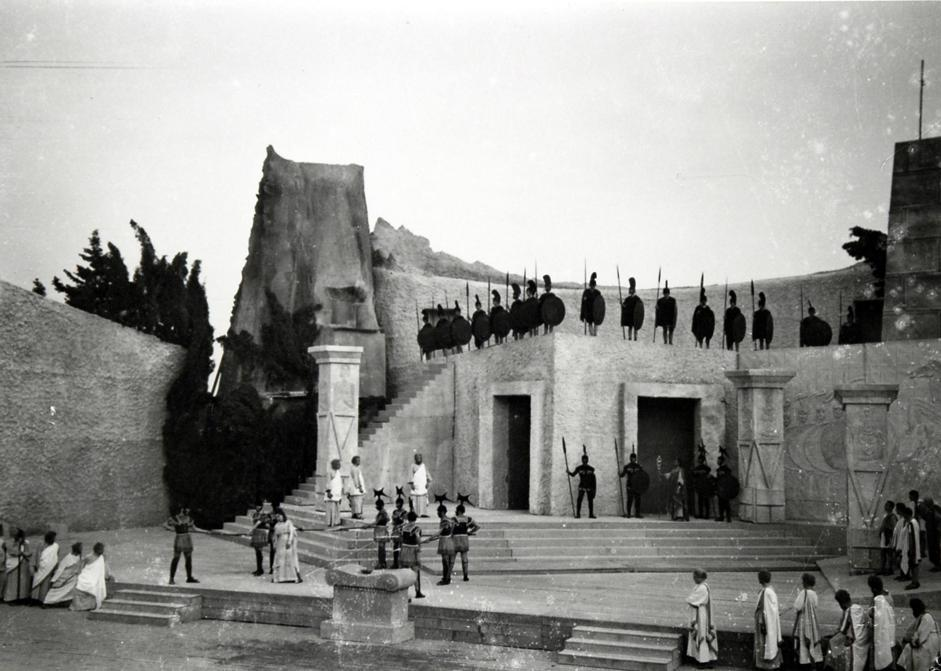
Rappresentazione greca di un processo al Teatro di Siracusa; Caritone ambienta in questo teatro il verdetto contro Terone.

Qui viene condotto nel teatro principale e per sua sfortuna viene riconosciuto da un cittadino che afferma senza dubbio di averlo visto aggirarsi intorno al porto durante i funerali di Calliroe. Nonostante Terone cerchi di difendersi non può nulla contro le torture che i siracusani gli infliggono affinché parli e riveli dove ha portato la figlia di Ermocrate. Messo sotto processo e torturato, Terone alla fine cede e racconta loro di aver venduto come schiava Calliroe nella Jonia, a Mileto. Il pirata viene crocifisso e Cherea dopo aver compreso che sua moglie è ancora viva decide di recarsi al più presto in quella città. Qui trova la città in festa e vede una grande immagine di una donna bellissima posta sopra il tempio di Afrodite; riconoscendovi il profilo di Calliroe sviene per l'emozione e con sconcerto scopre dai milesi che ella sta per diventare la moglie di Dionisio, l'uomo più influente di tutta la Jonia. Foca, intendente di Dionisio, qualche ora dopo riconosce la nave da guerra siracusana e temendo che la felicità del suo padrone stesse per essere turbata, di notte fa cogliere di sorpresa i marinai aretusei facendo bruciare la loro nave e vendendoli tutti come schiavi nella Caria.
In seguito, d'intesa con Dionisio, viene fatto credere a Calliroe che Cherea sia morto e che quindi lei deve dimenticarlo per sempre. Nella città di Mileto viene costruito un sepolcro vuoto che simboleggia la tomba di Cherea.
Nel frattempo in Caria, dopo molte disavventure, Cherea conosce Mitridate, personaggio politico della Caria che invia una lettera a Calliroe facendole sapere che il suo amato è in realtà vivo e che la sta ancora cercando. Ma questa lettera viene intercettata da Dionisio che molto preoccupato decide di chiedere aiuto al satrapo della Lidia e della Jonia, Farnace, che a sua volta scrive al gran re di Persia, Artaserse, facendogli presente la questione che diviene sempre più intrecciata.
Giunti a Babilonia incontrano il gran re che decide di essere giudice del processo che dovrà stabilire le colpe di Mitridate, accusato di menzogna e adulterio, contro Dinisio, la parte lesa. Ma Mitridate per scagionarsi porta con sé in Persia Cherea che comparendo nel mezzo del processo può finalmente riabbracciare tra le lacrime e lo stupore generale Calliroe. La situazione precipita poiché Calliroe diviene oggetto di aspra contesa tra Dionisio e Cherea che reclamano entrambi di avere un valido vincolo matrimoniale con la giovane siracusana. Artaserse affida a sua moglie Statira le cure di Calliroe tenendola in questo modo lontano dai due contendenti fino a quando non si avrà un verdetto. Ma il gran re persiano si innamora pure lui della bellezza di Calliroe e così ordina che in tutta Babilonia vengano allestiti lunghi periodi di onori agli dei, per fare in modo di allontanare sempre più il giorno del processo e tenere al suo fianco la giovane.
A distrarre i desideri del gran re arriva però una grave ribellione dell'Egitto che scatena una guerra contro la Persia.
Artaserse deve partire per sedare la rivolta e per evitare di perdere Calliroe la fa venire al seguito della sua corte che segue il gran re negli accampamenti bellici. Calliroe quindi parte insieme a Statira convinta che la situazione peggio di così non poteva andare. Dionisio decide di partire per la guerra schierandosi al fianco di Artaserse, pensando in questo modo di guadagnarsi la grazia del gran re che per ricompensarlo della sua fedeltà gli avrebbe concesso il permesso di riavere Calliroe. Ma prima di partire inganna Cherea lasciandogli una finta lettera nella quale vi era scritto che il gran re di Persia concedeva a Dionisio il titolo di unico e solo marito legittimo della figlia di Ermocrate.
Cherea disperato tenta di suicidarsi ma l'amico Policarmo rimasto sempre al suo fianco gli consiglia di non sprecare così la sua vita ma di sacrificarla per qualcosa di più grande, che potrebbe far male al gran re di Persia, Artaserse, colpevole di avergli negato l'unione con Calliroe; Policarmo dice a Cherea di schierarsi al fianco dei ribelli egiziani e combattere i persiani.
I due siciliani si uniscono quindi ad un gruppo di ribelli in Siria e qui conoscono il personaggio che viene chiamato l'Egiziano, ovvero i capo dei ribelli che vedendo combattere Cherea e apprezzandone le abilità gli affida il compito di comandante dell'esercito ribelle.
La guerra è lunga e faticosa, a tratti sembra che i persiani abbiano la meglio. I ribelli egiziani e siriani riescono a vincere temporaneamente sulla Persia e catturano quindi l'accampamento di Artaserse, preso dal gruppo di soldati capitanati da Cherea, tutti i presenti vengono fatti prigionieri, compresa Calliroe che si trovava lì insieme alla regina e alla corte. Un soldato vedendo la bellezza di Calliroe pensa di farne dono gradito al suo capitano, quindi fa sapere alla ragazza che viene adesso considerata come bottino di guerra e che sarà condotta dal loro comandante. Calliroe non sa di chi stanno parlando e quindi inizia a disperarsi e si rifiuta categoricamente di muoversi perché non vuole assolutamente finire tra le braccia di uno sconosciuto come prigioniera di guerra. La sorpresa è infine grande quando Cherea attirato dalle sue urla entra nella tenda e scopre che quella ragazza di cui gli stavano parlando era in realtà la sua amata e lo stupore si dipinge anche sul volto di Calliroe quando vede che il capitano dei ribelli altri non è che il suo amato Cherea.
I due giovani possono finalmente riunirsi, si organizza subito la partenza per Siracusa, poiché le truppe del gran re si avvicinano pericolosamente. Cherea vuole condurre in patria tutti i persiani catturati, compresa la regina Statira, ma Calliroe si oppone e gli intima di lasciare libera la regina di Persia perché mai potrebbe considerarla come sua schiava. Statira fa quindi ritorno dal gran re Artaserse che fatica a dimenticare Calliroe ed è tentato di raggiungerla fino in Sicilia per poterla rivedere. Dionisio è colto da gran dolore nel vedere andar via la sua amata donna ma il fatto che il figlio cresciuto con lei rimanga adesso al suo fianco lo consola:
Il romanzo si chiude con il ritorno a casa di Calliroe e l'affannoso racconto delle vicissitudini accadute in Oriente.

## Riscontro letterario

### Studi sul romanzo

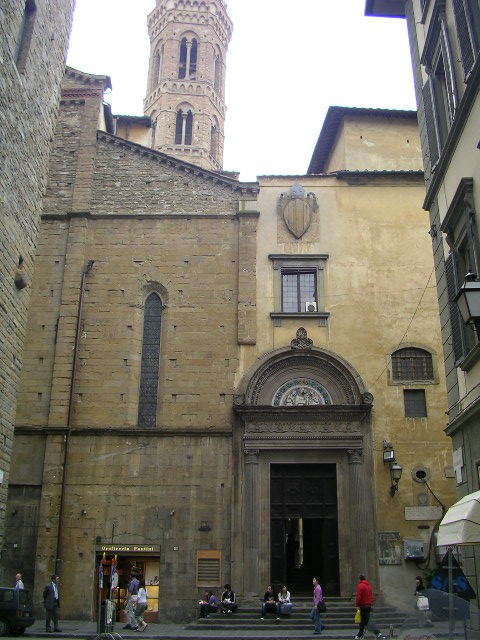
La Badia di Firenze dove venne ritrovato il codice fiorentino con il romanzo di Caritone, custodito dai monaci nella loro libreria.

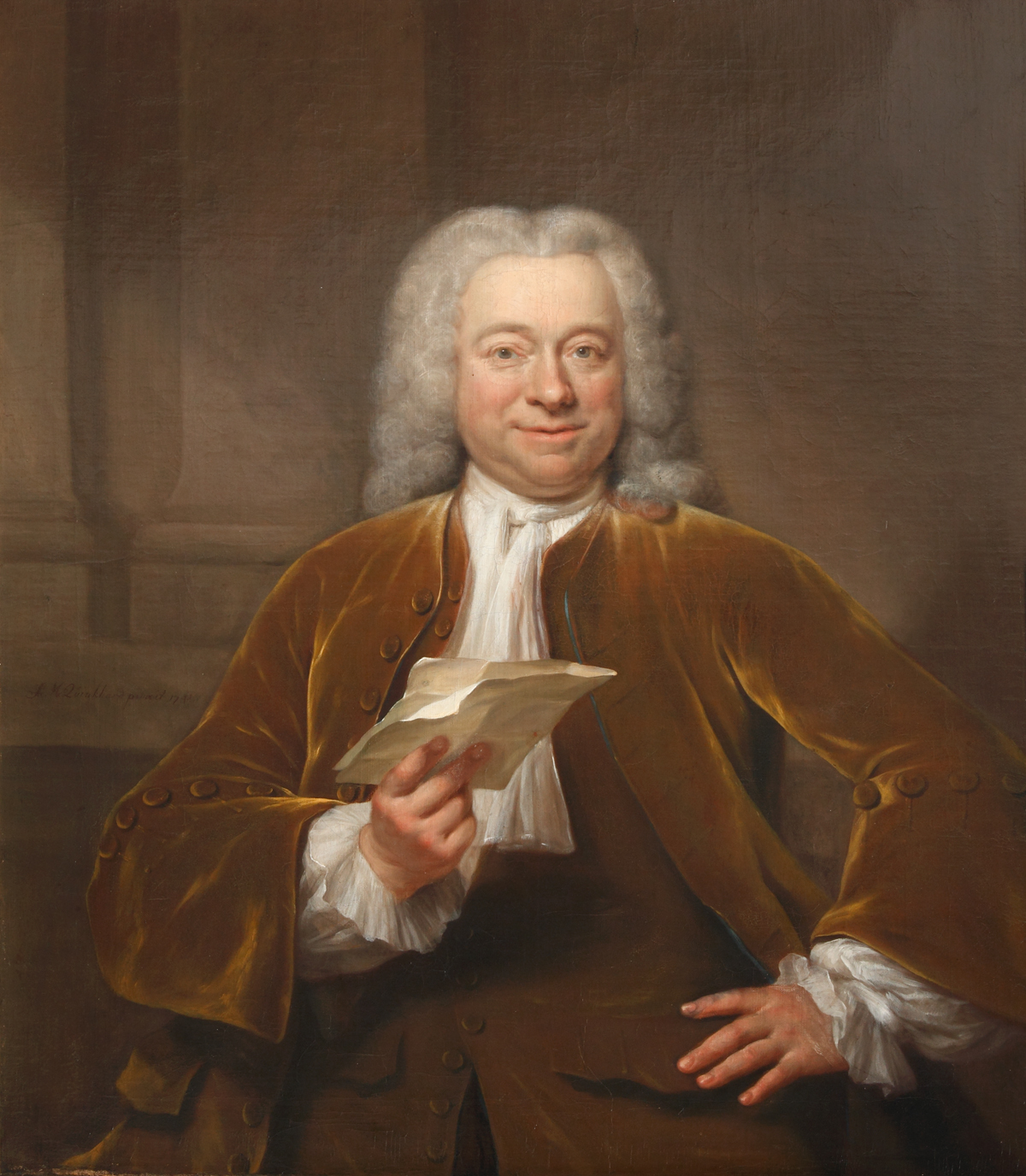
L'olandese Jacques Philippe D'Orville fu il primo che diede alle stampe in epoca moderna il romanzo di Caritone.

Questo romanzo, pur essendo considerato come il più antico giunto fino a noi, è stato comunque studiato in epoca tarda. Molti studiosi infatti si sono domandati perché Caritone di Afrodisia sia stato trascurato per far spazio ad altri romanzieri rivelatisi poi di epoche posteriori alla sua. Solamente uno studioso religioso tedesco, Christoph von Schmid, sostenne per diverso tempo che Caritone fosse il più antico dei romanzieri greci presi in esame, collocando il suo lavoro subito dopo il romanzo di Nino, e cercando di sostenere la sua tesi, che comunque fino al ritrovamento dei papiri venne sempre contestata dagli altri studiosi.
Si è potuto constatare che tale romanzo ebbe un buon successo; i papiri ritrovati ne attestano la popolarità presso l'Egitto greco-romano. A partire da Afrodisia, in Turchia, si sa che l'opera fu letta anche nell'Africa settentrionale, dimostrando pertanto una diffusione su larga scala.
L'opera fu riscoperta nel Medioevo, grazie ad alcuni codici scritti in quel periodo, che ne riportavano il testo. Ma Caritone, rispetto ad altri romanzieri greci, era ancora quasi ignoto agli studiosi medievali, al punto tale che Corrado Gesner di Zurigo, autore di numerosi scritti nel 1500, disse addirittura di dubitare dell'esistenza di un fantomatico codice custodito in Vaticano, recante appunto il testo di questo romanzo:
Lo studioso italiano Aristide Calderini riporta le parole di Gesner tra le sue note in latino, citando questa vicenda:
Altri autori hanno fatto riferimento a questa copia situata in Vaticano, ma di essa si persero completamente le tracce.

#### Il codice fiorentino
Molto tempo dopo, nel 1702, il primo a fare riferimento ad un altro codice medievale che riportava il testo di Caritone, fu Bernard de Montfaucon, nel suo Diarium italicum a pagina 365; egli menziona infatti il codice fiorentino, conservato presso la biblioteca dei monaci all'interno della Badia fiorentina e risalente tra il XIII e il XIV secolo. Anche gli italiani Antonio Maria Salvini e Antonio Cocchi, nello stesso periodo, menzionarono tale codice; Maria Salvini lo aveva trascritto tutto e intendeva pubblicarlo, Cocchi dopo aver dato alle stampe Senofonte Efesio era intenzionato a dedicarsi nella stesura di Caritone.
Ma la prima stampa d'epoca moderna la si deve infine a Jacques Philippe D'Orville, incoraggiato dal duca Guglielmo di Nassau e sollecitato da Pietro Burmann, decise di porre l'attenzione sul codice di questo romanzo e di darlo finalmente alle stampe.
Approfittò di un viaggio in Italia e dell'amicizia che si creò con Antonio Cocchi per domandargli la copia che l'italiano aveva già fatto sul codice fiorentino. Lo pregò dunque di incontrarsi nuovamente a Firenze per discutere del romanzo di Caritone, ma a causa di guerre e contrattempi, questo manoscritto tardò notevolmente ad arrivare. Giunse infine tra le mani D'Orville tramite il figlio giovanissimo di Cocchi che, capendo già la lingua greca, fece un prezioso lavoro per l'olandese, il quale una volta ottenuto il testo poté aggiungervi le sue dotte e pregiate note che in quantità risultarono in seguito essere di grande aiuto per gli studiosi dei romanzieri greci. Un altro grande studioso, Johann Jakob Reiske, si dedicò alla traduzione nella lingua latina per la prima stampa del romanzo di Caritone.

#### Il codice tebano
Una vera rivoluzione alla traduzione del romanzo fu apportata dalla scoperta di un altro codice, quello tebano:
(Aristide Calderini, 1913)
Il codice tebano venne scoperto dal papirologo tedesco Ulrich Wilcken, nel 1898. Viene chiamato tebano perché il professor Wilcken lo trovò mentre era diretto verso Tebe, l'antica città egizia. Lo scoprì quasi per caso, poiché egli comprò quei papiri da alcuni mercanti egizi e, lungo la risalita del fiume Nilo, si accorse con stupore che alcuni di quei papiri contenevano il testo di Caritone.
Si mise a tradurli con l'aiuto di una precedente edizione del testo di Caritone già stampato, e si fece spedire tutto il manoscritto in Germania. Ma purtroppo la nave su cui viaggiavano i papiri, giunta nel porto di Amburgo prese fuoco, e il suo materiale, tra cui si trovava il prezioso codice tebano, andò completamente distrutto. A causa di questa sfortunata vicenda, il professor Wilcken non poté consegnare alle stampe la sua versione del romanzo di Caritone; molto diversa da quella del codice fiorentino.
Di questo codice rimane oggi solamente la parte, incompleta, che Ulrich Wilcken riuscì a tradurre dal greco quando ancora aveva i papiri tra le mani. La datazione del codice tebano è fissata intorno al secolo VII o VIII mentre la scrittura copta, che nascondeva le lettere greche, erano datate al secolo X-XII; anche se non si sa per quale motivo tale scrittura tardiva sia stata posta sopra il romanzo ellenistico.

#### Altri codici
Il codice di Arezzo si trova nel fondo speciale della Biblioteca della Fraternità dei Laici, situata nella città di Arezzo, in Toscana. Il manoscritto risale al XVIII secolo e contiene la traduzione in lingua latina del romanzo di Caritone, fino al V libro, capitolo 2°. Date le coincidenze linguistiche, si suppone che questo codice sia stato eseguito servendosi di quello laurenziano, ovvero di quello fiorentino, mentre le note che vi si trovano per tutto il testo sono state attribuite a Giovanni Lami, storico abate e bibliotecario pisano. Nota interessante del codice di Arezzo sono certe parole che non vi si trovano né nella versione di Reiske, né in quella di Guillelmi Adriani Hirschig, come ad esempio la versione del nome di Calliroe che il Lami trascrive in Callirhoe, versione che molto più si avvicina a quella confermata in seguito dai papiri, mentre gli studiosi che hanno lavorato sul codice laurenziano riportano il nome con due ρ, attenendosi alla versione greca in uso fino allo scritto di Warren E. Blake.
Presso la Biblioteca Riccardiana, collocata anch'essa a Firenze, si trova un altro codice detto "riccardiano", dal nome dell'omonima sede letteraria. Questo codice è definito copia della copia del manoscritto tradotto dal Salvini. Si pensa che Lami abbia introdotto la sua firma distinta anche tra questi 49 fogli scritti (su un totale di 53 fogli).

### Edizioni

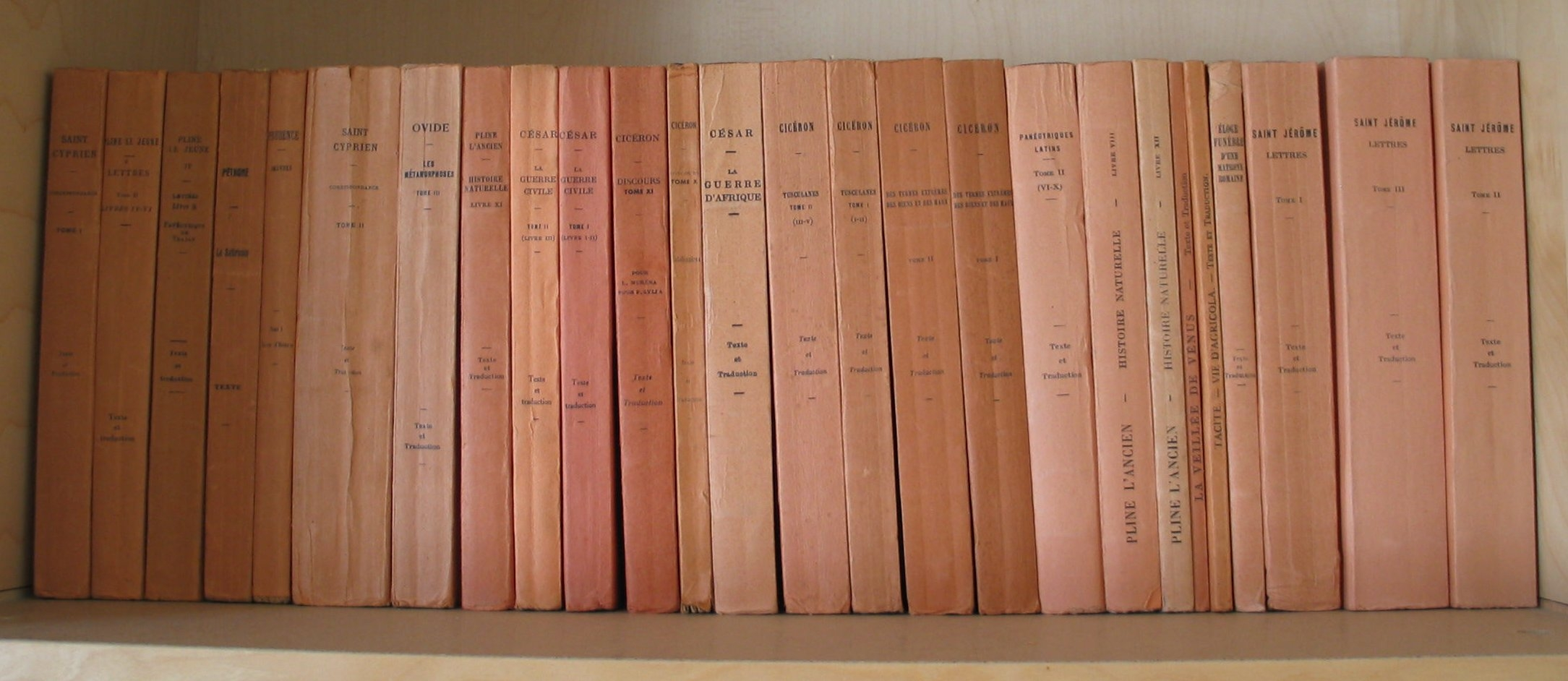
I libri della collezione francese: Collection Budé, nella quale si trova anche la versione di Molinié sul romanzo di Caritone.

- Michelangelo Giacomelli; fu un arcivescovo italiano che nel 1752 tradusse il romanzo in lingua italiana a Roma e la sua versione venne poi ristampata a Venezia nel 1755[32] e ancora a Parigi nel 1788 e in seguito a Pisa nel 1816 a cura di Sebastiano Ciampi[33].
- Nikolaus Joseph von Jacquin; celebre medico, chimico e botanico olandese, divenne un autore d'eccezione quando copiò per interno una versione del romanzo di Caritone; tale scritto è conservato presso la Österreichische Nationalbibliothek di Vienna in Austria[34].
- M. Larcher tradusse il romanzo in lingua francese e venne stampato nel 1763; della sua versione si fecero altre ristampe a Parigi nel 1797 e custodite presso la Biblioteca dei romanzi greci[35].
- Guillelmi Adriani Hirschig; pubblicò a Parigi nel 1856 un libro divenuto noto con il titolo di Erotici scriptores, nel quale ha tradotto anche il romanzo greco di Calliroe[2][36].
- Rudolf Hercher; tedesco filosofo classico, si dedicò alla traduzione del romanzo nel 1859, pubblicando a Lipsia il libro Erotici scriptores Graeci[2].
- Warren E. Blake ha fatto una copia nel 1938 pubblicata ad Oxford. Tale edizione è stata l'ultima edizione scolastica almeno fino al 2004, quando un altro professore universitario, Bryan P. Reardon dell'Università della California, ne ha fatta un'altra edizione in questa chiave divulgativa[37]
- Georges Molinié; filosofo francese, nel 1979 ha tradotto il romanzo di Calliroe, nuovamente a Parigi, collocata nella Collection Budé conosciuta anche con il nome di Collection des Universités de France. Qui vi si trovano libri editi da Les Belles Lettres; testi tradotti della classicità.

## Curiosità
- William Shakespeare con la tragicommedia Molto rumore per nulla ha tratto ispirazione per i suoi personaggi, Claudio ed Ero, dai protagonisti di Caritone: Cherea e Calliroe; lo sostengono molti studiosi che vi vedono diverse sfaccettature e rimandi al romanzo greco.
- Giovanni Lami, che ha studiato il codice di Arezzo e quello riccardiano, ha fatto notare come l'autore di tale copia abbia di sua propria iniziativa cercato di riempire un vuoto traduttivo che vi doveva essere nel codice fiorentino tradotto da monsignor Giacomelli; tale vuoto, secondo il Lami, era dovuto al fatto che il monaco si rifiutò, per proprio principio morale, di tradurre la parte del racconto dove si descriveva la libidine di Cherea:

(Giovanni Lami in Due nuovi testimoni per Caritone)
- Caritone è considerato uno degli autori che più fa riferimento all'Omerica; nel romanzo infatti egli si ispira molto alla trama dell'Iliade ma poiché nelle vicende di Achille è più presente l'amore maschile tra l'eroe e Patroclo, egli per trovare paragoni dell'amore tra uomo e donna è costretto alle volte a revisionare persino i termini di genere grammaticali per adattare le sue vicende amorose a quelle dell'omerico racconto:

(Giacomo Annibalis, Onofrio Vox, Renata Roncali, Storie d'avventura antiche: Cherea e Calliroe, Storie etiopiche, Metamorfosi)